# جورج شيروود (سياسي)
جورج شيروود (بالإنجليزية: George Henry Sherwood)‏ هو سياسي بريطاني (وحمل سابقاً جنسية المملكة المتحدة لبريطانيا العظمى وأيرلندا)، ولد في 1878، وتوفي في 10 أكتوبر 1935. حزبياً، نشط في حزب العمال. في الانتخابات العامة في المملكة المتحدة 1923 ‏، انتخب عضو برلمان المملكة المتحدة الـ33 عن دائرة ويكفيلد (6 ديسمبر 1923 – 9 أكتوبر 1924) وفي الانتخابات العامة في المملكة المتحدة 1929 ‏، انتخب عضو برلمان المملكة المتحدة الـ35 عن دائرة ويكفيلد (30 مايو 1929 – 7 أكتوبر 1931).